# Li Zhilong
Li Zhilong, född 9 mars 1988, är en friidrottare från Kina. Han deltog vid olympiska sommarspelen 2012.